# Театральная площадь (Киров)
Театра́льная пло́щадь — центральная площадь города Кирова. Располагается в квартале улиц Московской, Владимирской и Защитников Отечества.
Популярное место для отдыха горожан и, в частности, студентов (около площади сосредоточено большое количество учебных заведений).
Театральная площадь — центр культурной жизни Кирова, где проходит большая часть культурно-массовых мероприятий. Здесь проходит парад, организуются концерты, проводятся митинги и демонстрации.

## Архитектура Театральной площади
Ансамбль площади составляют здания Кировского драматического театра, областного Законодательного собрания и Правительства области, два корпуса Вятского государственного университета, Вятская православная гимназия и особняк И. С. Репина — корпус Вятского художественного музея.
Ближе к улице Карла Маркса разбит сквер, посреди которого находится фонтан. В сквере и по периметру площади открыты точки торговли стрит-фудом.
К западу от театра расположена сцена с которой проводятся массовые мероприятия. Позади сцены расположен другой сквер с городской достопримечательностью — «слышащее дерево», которое представляет собою дерево с большим добавленным ухом посередине. Справа от театра, стоит памятник Ф. И. Шаляпину.
- Здание правительства области
- Драматический театр
- Первый корпус Вятского университета

## История

### XVIII—XX век
Площадь возникла в результате принятия Ф. М. Росляковым Регулярного плана застройки Вятки в 1784 году, согласно которому площадь должна была образоваться на пересечении улиц Московской и Владимирской (ныне — Карла Маркса). Изначально получила название Хлебной, поскольку, согласно Плану предназначалась для народных торгов.
В 1786 году указом губернского правления Рослякову было предписано обозначить новообразованную площадь «крепкими» зданиями. К началу XVIII века эта задача была выполнена и Хлебная площадь полностью была обстроена поставленными по проекту Рослякова купеческими деревянными амбарами и лавками.
После 1812 года Хлебная площадь была перенесена, постройки разобраны, а само место полвека пребывало в запущенном состоянии, огромное пространство превращалось осенью и зимой в лужи и непроходимую грязь.
В 1863 году губернатор предлагает разбить на месте площади первый в городе сквер на пожертвования граждан. Он имел форму круглого сегмента и располагался на южной стороне Московской улицы. Из небольшой заметки в газете «Вятская речь» следует, что скверу было присвоено имя Н. В. Гоголя, однако официально его так не называли ни в одном документе и вскоре название было забыто.
В 1876 году новый губернатор отводит на площади место для городского театра, который также планировалось строить на пожертвования. Уже в 1877 году состоялся первый спектакль, а площадь получила новое название — Театральная.

### XX—XXI век
Здание театра было деревянным и двухэтажным, малым по площади и не могло вместить в себе достаточное количество гостей. Театр был неспособен проводить масштабные представления, а потому в 1936 году началась стройка нового здания театра, для постройки которого был разрушен один из самых старых каменных домов города купца и заводчика Толмачева. Ныне в новом здании находится Кировский драматический театр.
В центре площади находился памятник В. И. Ленину, который был перенесен в 1939 году в сквер около Центральной гостиницы. В 1950-е годы на месте перенесенного памятника был поставлен фонтан.
В День Победы в Великой Отечественной войны на площади для участия в митинге собралось свыше 50 тыс. человек.
Старая Хлебная площадь была приблизительно вдвое меньше существующей. В период 40-х — 50-х годов в её западной части ещё находились жилые деревянные дома. В начале 1950-х годов они были расселены и снесены. Таким образом, Театральная площадь почти приобрела свои современные размеры. Последний этап расширения Театральной площади пришелся на 1968 г., когда было снесено здание поликлиники, где до 1918 г. размещалась Вятская община сестер милосердия Красного Креста.
В 1949 году к ансамблю площади было добавлено созданное в стиле советского монументального классицизма здание Дома Советов. Первоначально около дома Советов предполагалось поставить памятник С. М. Кирову. Вероятно, поэтому некоторое время площадь называли площадью Кирова или Административной. Однако вскоре был воздвигнут новый памятник Ленину.
К 1967 году было построено здание Вятского государственного университета.
В честь очередной годовщины Конституции СССР площадь была переименована в её честь, однако название в народе не прижилось и уже в 1989 году историческое название было восстановлено.

### Современное состояние
На сегодняшний день площадь является центральной в городе, занимает важнейшее место в проведение массовых мероприятий, праздников.
Ежегодно в День Победы на площади проводится Парад Победы. В новогодние праздники в центр площади ставится новогодняя елка, заливается каток и создаются праздничные украшения. В День России и города со сцены выступают артисты, запускается салют. Сквер на площади является излюбленным местом отдыха горожан. Театральную площадь также выбирают местом для проведения митингов и демонстраций.
Планируется реконструкция площади. Проектируется обустройство нового сквера, обновление дорожного покрытия. На площади предполагают установить дополнительное освещение, в том числе архитектурную подсветку зданий, и современные малые архитектурные формы.